# 御崎町 (室蘭市)
御崎町（みさきちょう）は北海道室蘭市の地名。御崎町一丁目から二丁目の町がある。二丁目のみ住居表示実施済み。郵便番号は051-0001。かつて同名の字が存在した。

## 地理
室蘭市の中央部に位置し、北に仲町、東に大沢町、南に御前水町，茶津町と接し、西は室蘭港に面する。

### 海洋
- 室蘭港

## 地域の特徴
室蘭市の都市計画マスタープランでは蘭西地域に属する。
町域の中央をカーブしながらJR北海道 室蘭本線（支線）が縦断し、一丁目と二丁目を隔てている。並行して室蘭市道母恋・東町大通線（旧国道36号）が走る。室蘭本線の急カーブは通称ダイヤモンドカーブとも呼ばれる。東部を北から国道36号（室蘭新道）が御崎トンネルを通過し、南端で室蘭本線（支線）の上を立体交差する。また東端近くを北海道道919号中央東線が縦断する。西側の一丁目は埋め立て地で工業地帯、東部の二丁目は丘陵地で斜面に沿った住宅地となっている。一丁目に室蘭市清掃事業所、二丁目にJR北海道 御崎駅，御崎町会館，御崎神社がある。

## 歴史
御崎町一丁目は埋立地であり、主に明治期から昭和40年代にかけて北海道炭礦鉄道，北海道炭礦汽船によって貯炭場，荷役設備，工場敷地の用として断続的に拡張された。

### 地名の由来
室蘭港の埋め立てが始まる前は現御崎町二丁目が港に張り出した岬となっていたことに由来する。

### 沿革
- 1922年（大正11年）4月1日 - 字名改正により札幌通（大字）の一部が御崎町（字）となり、札幌通（大字）を廃止[7][8]。
- 1922年（大正11年）8月1日 - 市制施行により室蘭区御崎町（字）は室蘭市御崎町（字）となる[9]。
- 1965年（昭和40年）5月1日 - 御崎町一丁目 - 二丁目新設[7]。御崎町二丁目で住居表示実施[10]。

### 町名の変遷
| 実施内容          | 実施年月日               | 実施後       | 実施前                                   |
| ----------------- | ------------------------ | ------------ | ---------------------------------------- |
| 字名改正          | 1922年（大正11年）4月1日 | 御崎町（字） | 札幌通（大字）の小字、ポコイおよび埋立地 |
| 町名新設          | 1965年（昭和40年）5月1日 | 御崎町一丁目 | 御崎町（字），茶津町（字）の各一部       |
| 町名新設 住居表示 | 1965年（昭和40年）5月1日 | 御崎町二丁目 | 御崎町（字）の一部                       |

## 世帯数と人口
2023年（令和5年）12月31日現在（室蘭市発表）の世帯数と人口は以下の通りである。
| 町           | 世帯数  | 人口  |
| ------------ | ------- | ----- |
| 御崎町一丁目 | -世帯   | -人   |
| 御崎町二丁目 | 329世帯 | 572人 |
| 計           | 329世帯 | 572人 |

### 人口の変遷
国勢調査による人口の推移。
| 1995年（平成7年）  | 979人 | [ 12 ] |  |
| 2000年（平成12年） | 987人 | [ 13 ] |  |
| 2005年（平成17年） | 869人 | [ 14 ] |  |
| 2010年（平成22年） | 890人 | [ 15 ] |  |
| 2015年（平成27年） | 806人 | [ 16 ] |  |
| 2020年（令和2年）  | 622人 | [ 17 ] |  |

### 世帯数の変遷
国勢調査による世帯数の推移。
| 1995年（平成7年）  | 378世帯 | [ 12 ] |  |
| 2000年（平成12年） | 394世帯 | [ 13 ] |  |
| 2005年（平成17年） | 369世帯 | [ 14 ] |  |
| 2010年（平成22年） | 375世帯 | [ 15 ] |  |
| 2015年（平成27年） | 351世帯 | [ 16 ] |  |
| 2020年（令和2年）  | 296世帯 | [ 17 ] |  |

## 学区
市立小・中学校に通う場合、学区は以下の通りとなる。
| 町           | 街区 | 小学校               | 中学校             |
| ------------ | ---- | -------------------- | ------------------ |
| 御崎町一丁目 | 全域 | 室蘭市立地球岬小学校 | 室蘭市立星蘭中学校 |
| 御崎町二丁目 | 全域 | 室蘭市立地球岬小学校 | 室蘭市立星蘭中学校 |

## 交通

### 鉄道
- JR北海道室蘭本線御崎駅

### バス
町内を縦貫する室蘭市道母恋・東町大通線（旧国道36号）に道南バスが路線バスを運行する。

### 道路
- 国道36号（室蘭新道） ※国道235号との重用区間
  - 町内に出入口はない。御崎出入口は隣の茶津町と御前水町の境界付近に所在。
- 室蘭市道母恋・東町大通線（都市計画道路3・3・249日の出母恋通、旧国道36号）[19][20]
- 北海道道919号中央東線

## 施設

### 役所・公的機関
- 室蘭市清掃事業所

### 公共施設
- 御崎町会館

### 寺社
- 御崎神社

### 公園
- 御崎公園